# Olsynium obscurum
Olsynium obscurum (Cav.) Goldblatt – gatunek rośliny należący do rodziny kosaćcowatych (Iridaceae Juss.). Występuje naturalnie w Ameryce Południowej.

## Rozmieszczenie geograficzne
Rośnie naturalnie w południowym Chile oraz południowej Argentynie (Ziemia Ognista). 

## Morfologia
ŁodygaDorasta do 10 cm wysokości.
KwiatyPosiadają po 6 płatków o żółtej barwie.

## Biologia i ekologia
Bylina. Preferuje stanowiska dobrze nasłonecznione lub w półcieniu. Występuje na dużych wysokościach na granicy lasu.
Rośnie na obszarach wilgotnych, z niemal stałymi opadami. Może występować na terenach z krótkimi okresami suszy, ale zwykle nie trwa ona dłużej niż 1 miesiąc. Występuje do 7 (czasami nawet do 6b) strefy mrozoodporności.

## Zastosowanie
Gatunek bywa uprawiany jako roślina ozdobna.